# Mouncif El Haddaoui
Mouncif El Haddaoui (21. října 1964, Casablanca – 15. dubna 2024) byl marocký fotbalový záložník. 

## Fotbalová kariéra
Na klubové úrovni hrál za Raja Casablanca, Lausanne Sports, Académica de Coimbra, AS Saint-Étienne, Moreirense FC, RC Lens a Angers SCO. Byl členem marocké reprezentace na Mistrovství světa ve fotbale 1986. Byl členem marocké reprezentace na Africkém poháru národů v roce 1986.